# Zheng Xiaoxu

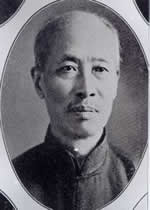
Zheng Xiaoxu, 1932

Zheng Xiaoxu (chinesisch 鄭孝胥 / 郑孝胥, Pinyin Zhèng Xiàoxū, W.-G. Cheng4 Hsiao4-hsu1; japanisch nach Hepburn Tei Kōsho; * 2. April 1860 in Suzhou, Chinesisches Kaiserreich; † 28. März 1938 in Xinjing, Mandschukuo) war ein chinesischer und mandschurischer Politiker, Diplomat und Kalligraf und erster Premierminister des japanischen Marionettenstaats Mandschukuo.

## Frühes Leben und Diplomatenlaufbahn
Die Wurzeln der Familie Zheng lagen in Minhou bei Fuzhou, Zheng Xiaoxu würde allerdings in Suzhou geboren. Im Jahr 1882 erreichte der die mittlere der chinesischen Beamtenstufen und erreichte drei Jahre später eine Stelle im Sekretariat Li Hongzhangs. 1891 erhielt er eine Stelle an der chinesischen Vertretung in Tokio und übernahm in den Folgejahren konsularische Dienste an den Konsulaten in Tsukiji, Osaka und Kobe. Während seiner Zeit in Kobe arbeitete er eng mit der lokalen chinesischen Gemeinde und half bei der Gründung einer Kongsi, einer Art Handwerkergilde. Weiter knüpfte er Bande zu einflussreichen japanischen Gelehrten und Politikern wie Itō Hirobumi, Mutsu Munemitsu und Naitō Torajirō.

## Regierungsdienst
Nach Ausbruch des Ersten Japanisch-Chinesischen Krieges 1894 musste Zheng Japan verlassen und nach China zurückkehren, wo er eine Anstellung im Sekretariat des reformorientierten Politikers Zhang Zhidong in Nanking fand. Später folgte Zheng ihm nach Peking, als er dort einen Posten im Zongli Yamen, dem Außenministerium der Qing antrat. Nach der gescheiterten Hundert-Tage-Reform verließ Zheng Peking und übernahm Verwaltungsposten in Zentral- und Südchina. Nach dem Sturz der Qing-Regierung im Zuge der Xinhai-Revolution Ende 1911 blieb Zheng loyal zur Kaiserdynastie und verweigerte den Dienst unter der neuen republikanischen Regierung. Er zog sich ins Privatleben zurück und bezog ein komfortables Haus in Shanghai, wo er sich der Kalligrafie, Lyrik und Kunst zuwandte. In umfassenden Artikeln kritisierte er in dieser Zeit die republikanischen Kräfte, insbesondere die Führung der Kuomintang scharf und bezeichnete sie als Diebe.

## Qing-Loyalität und Kollaboration mit Japan
Im Jahr 1923 rief der letzte Qing-Kaiser Puyi Zheng nach Peking, damit dieser ihm bei der Neuordnung seines kaiserlichen Haushalts helfe. Er wurde ein enger Berater Puyis und half ihm bei der Flucht in die ausländische Konzession in Tianjin, nachdem er aus der Verbotenen Stadt vertrieben worden war. Zheng hielt Puyi weiterhin die Treue und knüpfte geheime Kontakte zu japanischen Diplomaten und Gruppierungen wie dem Amur-Bund. Bei diesen Kontakten ging es regelmäßig um eine Restauration der Qing-Herrschaft in ihrer Heimatregion der Mandschurei. Nach dem Mukden-Zwischenfall und der Besetzung der Mandschurei durch die japanische Kwantung-Armee 1931 spielte er eine wichtige Rolle bei der Errichtung des japanischen Marionettenstaats Mandschukuos 1932 und wurde am 9. März erster Premierminister des neuen Staates. Zheng verfasste auch den Text der ersten Nationalhymne Mandschukuos, Tiandi nai, you le xin Manzhou. Zheng hoffte, die Errichtung einer Qing-Herrschaft in Mandschukuo würde als Sprungbrett zur Rückgewinnung ganz Chinas für die Qing dienen, musste aber bald erkennen, dass die eigentlichen Herren des Landes, die Offiziere der Kwantung-Armee, diese Ziele nicht teilten. Während seiner Zeit als Premierminister kam es zu wiederholten Differenzen mit den Japanern, weshalb er im Mai 1935 von seinem Amt zurücktrat. Drei Jahre später starb er unter nicht geklärten Umständen und erhielt im April 1938 ein Staatsbegräbnis. Er war ein Mitglied der zunehmend zur Staatspartei aufgebauten Concordia-Gesellschaft.

## Erbe
Zheng ist hauptsächlich für seine Kollaboration mit den Japanern im Gedächtnis geblieben, wird aber auch als wichtiger Lyriker und Kalligraf betrachtet. Er gilt als einer der meistrespektierten und einflussreichsten chinesischen Kalligrafen des frühen 20. Jahrhunderts. Bereits zu seinen Lebzeiten erzielten seine Kalligrafien hohe Preise was ihm einen gehobenen Lebensstandard erlaubte. Seine Kalligrafien sind auch heute noch bekannt in China und finden Verwendung in den Logos verschiedener moderner chinesischer Firmen.
Er führte ein umfassendes Tagebuch, das unter Historikern als wichtiges zeitgenössisches Dokument gilt.